# Гранд Бланк (Мичиген)
Гранд Бланк (Мичиген) (енгл. Grand Blanc) град је у америчкој савезној држави Мичиген. По попису становништва из 2010. у њему је живело 8.276 становника.

## Демографија
Према попису становништва из 2010. у граду је живело 8.276 становника, што је 34 (0,4%) становника више него 2000. године.
| Група             | 2000.         | 2010.         |
| Белци             | 7.266 (88,2%) | 6.688 (80,8%) |
| Афроамериканци    | 413 (5,0%)    | 918 (11,1%)   |
| Азијати           | 265 (3,2%)    | 228 (2,8%)    |
| Хиспаноамериканци | 138 (1,7%)    | 216 (2,6%)    |
| Укупно            | 8.242         | 8.276         |